# La Chasse de nuit
Pour les articles homonymes, voir Chasse de nuit.
La Chasse de nuit est un tableau peint par Paolo Uccello en 1470. Il mesure 65 cm de haut sur 165 cm de large. Il est conservé au Ashmolean Museum à Oxford.

## Description
Les dimensions du tableau et le sujet traité laissent à penser que c'est une spalliera, une tête de lit peinte ou un panneau de cassone, offert, comme pour d'autres objets de la vie quotidienne pendant la Renaissance florentine, pour un mariage.
La facture n'est plus tout à fait gothique et affirme le traitement perspectif (profondeur traitée en couleurs de plus en plus sombres qui justifient le titre ;  diminution de la taille des arbres et des personnages suivant les fuyantes comme le lac à droite ;  point de fuite central occupé par le gibier) que Paolo Uccello maîtrise.

## Postérité
Le tableau fait partie des « 105 œuvres décisives de la peinture occidentale » constituant le musée imaginaire de Michel Butor.